# Bahman Golbarnezhad

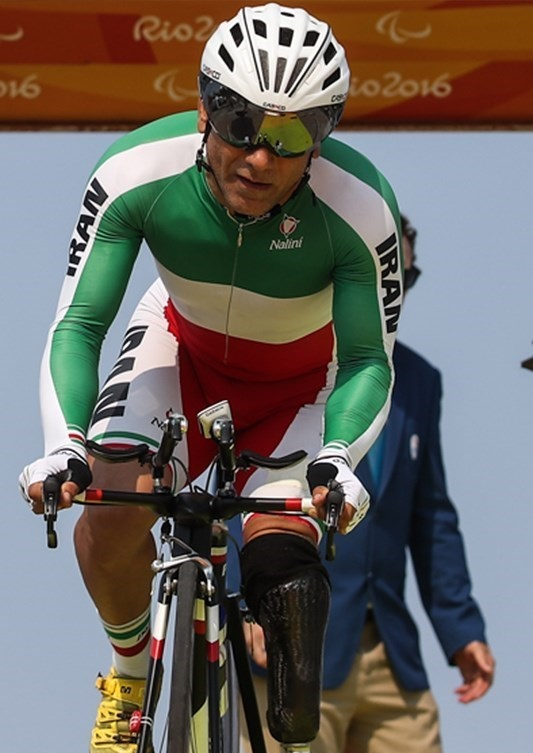
Bahman Golbarnezhad

Bahman Golbarnezhad (persiska: بهمن گلبارنژاد; född 12 juni 1968 i Abadan, Iran, död 17 september 2016) i Rio de Janeiro, Brasilien, var en iransk tävlingscyklist som  avled efter en allvarlig krasch under herrarnas linjelopp, 15 kilometer klass C4-5 vid Paralympiska spelen i Rio de Janeiro 2016. 
Golbarnezhad deltog i Iran–Irak-kriget där han förlorade vänster ben då han trampade på en mina. Han började sin elitsatsning på cykling 2002. Han deltog även i Paralympiska spelen i London 2012 och tävlade i kategori C4-G, som är avsedd för idrottare med rörelsesvårigheter och muskelproblem.

## Dödsolyckan vid Paralympics
Golbarnezhad tappade kontrollen över sin cykel i en nerförsbacke och kraschade ner i asfalten. Därpå slog han huvudet i en sten och bröt nacken. Han fick först akutvård på platsen och skulle sedan föras till utövarnas sjukhus i Rio de Janeiro. Men då drabbades han av en hjärtinfarkt och fördes till ett sjukhus i stadsdelen Barra de Tijuca. Han avled kort efter att ha anlänt till sjukhuset. Golbarnezhad var den första idrottaren att omkomma i Paralympiska spelen.